# Jehudit Ravitz

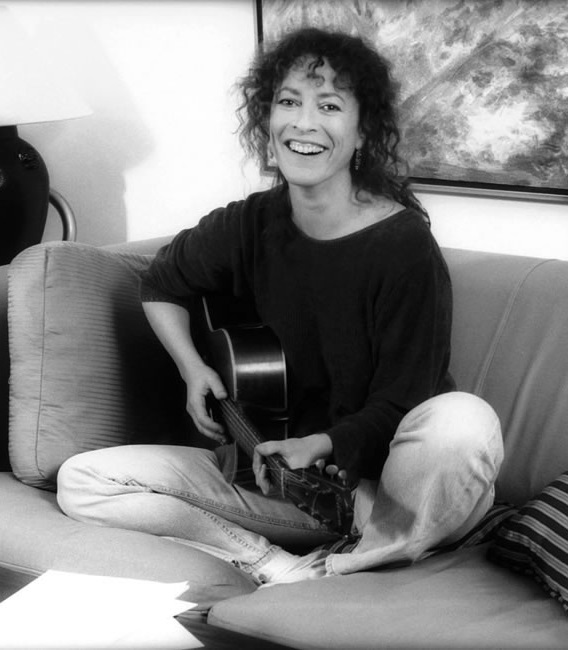
Jehudit Ravitz, 1997

Jehudit Ravitz (hebräisch יְהוּדִית רָבִיץ; * 29. Dezember 1956 in Beʾer Scheva, Israel) ist eine israelische Rockmusikerin. Sie singt hauptsächlich auf Hebräisch. 

## Karriere
Bis Ende des Jahres 2005 hatte sie im Laufe ihrer gut zwanzigjährigen Karriere zwölf Alben aufgenommen; darüber hinaus produzierte sie auch zahlreiche Alben für andere Musiker.
Ihre Songs sind von einer ganzen Reihe verschiedener Musikrichtungen beeinflusst worden – am prägendsten für ihren Stil war jedoch die Musik Lateinamerikas. Das mag vielleicht daran liegen, dass sie aus einer ursprünglich sephardischen Familie stammt, in der Ladino gesprochen wurde.
Ravitz ist eine wahre Verwandlungskünstlerin, die ihr Image immer wieder erfolgreich umgekrempelt hat. Dabei nahm sie in ihrer Musik oft aktuelle Einflüsse auf, ohne jedoch dadurch ihre Fanbasis zu verlieren. Während ihres Militärdienstes diente sie im Musikkorps des israelischen Pioniercorps, zusammen mit der späteren Sängerin Corinne Allal. Dort traf sie auch auf den bekannten Sänger Arik Einstein, der das Talent der beiden erkannte und sie einlud, mit ihm sein nächstes Album einzusingen. Im Laufe der Jahre ist sie zusammen mit zahlreichen israelischen Musikern aufgetreten, darunter Esther Ofarim, Gidi Gov, Joni Rechter, Matti Caspi und Sarit Hadad.

## Diskografie

### Singles (Auswahl)
- 1978: יוסי, יוסי
- 1979: מה עושות האיילות (mit Yoni Rechter)
- 1979: הילדה הכי יפה בגן
- 1979: לקחת את ידי בידך
- 1979: סליחות
- 1979: מישהו
- 1980: שיר ללא שם
- 1980: עכשיו הכל בסדר
- 1982: מילה טובה
- 2000: בך לא נוגע
- 2012: פזמון ליקינתון (mit Avi Belleli)
- 2020: Hakol Beseder (mit Omri Smadar)